# Вэнь-ди (Западная Вэй)
Вэнь-ди  ((西)魏文帝; 507—551), личное имя Юань Баоцзюй  (元寶炬) — первый император северокитайского государства Западная Вэй, отколовшегося от Северной Вэй.
В 534 году Юань Баоцзюй, позже ван Наньяна, последовал за своим двоюродным братом императором Сяо У-ди в бегстве из столицы Лояня в Чанъань, после столкновения между Сяо У-ди и командующим армией Гао Хуанем. Однако, это привело к зависимости от генерала Юйвэнь Тая, что ухудшило его положение и в 535 Юйвэнь Тай отравил Сяо У-ди, сделав Юань Баоцзюя императором (император Вэнь).
Гао Хуань позднее, в 534, возвёл на трон Юань Шаньцзяня, сына Юань Даня (元亶), двоюродного брата Вэнь-ди, в результате чего появилась Восточная Вэй. Вэнь-ди стал первым западновэйским императором, узаконив раздел империи. Отношения императора с Юйвэями были довольно сердечными, но он не обладал реальной властью.

## Происхождение
Юань Баоцзюй родился в 507. Его отец Юань Юй (元愉) ван Цзинчжао сын императора Сяо Вэнь-ди  и брат императора Сюань У-ди. Его мать записана как госпожа Ян, наложница Юань Юя. (Неизвестно была ли она также записана как госпожа Ли, возможно Ян сменила фамилию на Ли, чтобы казаться аристократичнее.) У него было три брата, один из которых, Юань Баоюэ (元寶月), был старшим, и родился от госпожи Ли.
Юань Юй предпочитал Ли своей жене принцессе Юй — сестре супруги Сюань У-ди императрицы Юй. Императрица Юй, призвала госпожу Ли во дворец, жестоко избила её, и заставила стать буддийской монахиней. Только после заступничества отца императрице Юй Дзина (于勁) госпожа Ли была возвращена Юань Юю. Тем Временем, в 508, Юань Юй был наказан Сюань У-ди за коррупцию — он получил 50 палок и понижен до губернатора провинции Цзи (冀州, центральный Хэбэй). В гневе, он поднял восстание в столице провинции Цзи городе Синьду (信都, современный Хэншуй, Хэбэй), ложно утверждая что дядя императора Гао Чжао убил Сюань У-ди и провозгласил себя императором. Восстание было подавлено Ли Пином (李平), и Юя доставили в Лоян, где Гао убил его. В то же время, госпожа Ли была беременной, ей было позволено родить и после этого её тоже казнили. Сюань У-ди не казнил сыновей Юя, но затем, включая Юань Баоцзюя, посадил под арест в храм Цзунчжен (宗正寺). Если верна версия о том, что наложница Ли и Юй это один и тот же человек, то получается, что Баоцзюй вырос без обоих родителей. Он с братьями оставался в Цзунчжэне до смерти Сюань У-ди в 515. В правление сына Сюань У-ди императора Сяо Мин-ди, мать Сяо Мин-ди императрица-вдова Ху посмертно наградила Юань Юя титулом вана Линьтао, а Юань Баоцзюй и братья стали носить траур по родителям. Юань Ваоюэ унаследовал титул, Юань Баоцзюй не получил титулов, но был назначен генералом. Несмотря на реабилитацию Юань Юя, Юань Баоцзюй был огорчён терпимость императрицы Ху к коррупции, особенно много дозволялось её любовникам, и он секретно договорился с Сяо Мин-ди убить любовника императрицы Ху. Когда загавор раскрылся его лишили должности. В 525, он женился на госпоже Ифу, из довольно знатной, но не очень заметной семьи. (В молодости, Юань Баоцзюй был охарактирезован в Книге Вэй как фривольный, пьющий, и сексуально безнравственный, возможно отношение к нему было предвзятым, так как Историю Вэй написал Вэй Шоу, историк из Восточной Вэй, сопернице Западной Вэй, которой будет править баоцзюй.) В 528, Сяо Мин-ди назначил его хоу области Шао, и в 530, император Сяо Чжуан-ди сделал его ваном Наньяна.
В 532, после нескольких лет гражданской войны, победивший генерал Гао Хуань сделал двоюродного брата Баоцзюя Юань Сю вана Пиняна императором Сяо У-ди. Сяо У-ди был недоволен засильем Гао Хуаня, и вступил в альянс с генералом Юйвэнь Тай и Хэба Шэном (賀拔勝), чтобы свергнуть Гао. Баоцзюй был генералом. В 534, заговор был раскрыт и Гао двинулся к Лояну с войсками. Император бежал к Юйвэням, к нему присоединился Баоцзюй, который прибыл в Чанъань в конце года. Юань Минъюэ (元明月) — сестра Баоцзюя, состоявшая в любовной связи с императором, присоединилась к нему. Юйвэню не понравились кровосмесительные отношения императора с Юань Минъюэ и двумя другими двоюродными сёстрами, и он убил Минъюэ. Император Сяо У-ди разозлился на Юйвэня. В начале 535, Юйвэнь отравил Сяо У-ди.
Первоначально, юйвэнь намеревался сделать племянника императора Юань Цзань (元贊) вана Гуанпина новым императором. В итоге, по предложению Юань Шуня (元順) вана Пуяна, который утверждал что Шунь слишком молод, Юйвэнь обратился к Баоцзюю, которому было 27, и его провозгласили императором Вэнь-ди. На востоке Гао поставил императором Юань Шаньцзяня, а Вэнь-ди стал править на западе. Так Северная Вэй официально раскололась на Восточную Вэй (под контролем рода Гао) и Западную Вэй (под контролем Юйвэней).

## Правление
Юйвэнь Тай публично отстранил Вэнь-ди от большинства дел. В ранние годы правления, были серьёзные опасения в жизнеспособности Западной Вэй, так как Западная Вэй была намного более мощным государством, и Гао Хуань попытался завоевать Западную Вэй. Тем не менее, другие генералы Юйвэнь отстояли Западную Вэй и заставили Гао отступить.
В 535, Вэнь-ди посмертно провозгласил своего отца Юань Юя императором Вэньцзином, а леди Ян стала императрицей посмертно. Он сделал свою жену принцессу Ифу императрицей, а её сына Юань Циня коронным принцем. Его брак с Ифу был счастливым, а она была добродетельной и красивой, и Вэнь-ди очень уважал её. Она родила ему 12 детей, хотя только Юань Цинь и Юань У (元戊) ван Уду не умерли во младенчестве.
В 538, Западная Вэй готовилась к нападению жужаней, Юйвэнь решил выдать дочь одного члена императорского клана за Юйцзиулу Тахане (郁久閭塔寒), брата жужаньского Чиляньтоубиндоуфа Хана Юйцзюлюй Анагуй, но затем, решив что этого недостаточно, он попросил Вэнь-ди развестись с Ифу и жениться на дочери хана. Вэнь-ди разозлился, но развёлся с Ифу, сделав её буддийской монашкой. Он женился на дочери хана, был установлен прочный мир с жужанями.
Позже в 538, Западная Вэй временно вернула себе Лоян, но Лоян был атакован, Вэнь-ди (который собирался посетить могилы предков в Лояне) и Юйвэнь отвели войска на защиту Лояна, оставив чиновника Чжоу Хуэйда (周惠達) и принца Циня в Чанъане. Тем не менее, с войсками занятыми в сражениях, Вэнь-ди в конце концов застрял у Хэннуна (恆農, ныне Саньмэнься, Хэнань), когда Чанъань была взята бывшими войсками Восточной Вэй, которые были захвачены Западной Вэй, это заставило Чжоу и наследного принца бежать. Юйвэню пришлось отступить, но он смог подавить восстание и Вэнь-ди вернулся в Чанъань.
Хотя Ифу была монашкой, Императрица Юйцзюлюй была недовольна соседством с ней. В 540, Вэнь-ди сделал Юань У губернатором провинции Цинь (秦州, Тяньшуй, Ганьсу), и отправил Ифу вместе с Юань У. Он тайно надеялся вернуть её во дворец, он отправил ей послание и указание не брить волосы как буддистская монахиня, а держать их нестриженными под головным убором. Жужани неожиданно напали на Западную Вэй, и многие министры считали, что нападение было совершено от имени императрицы Юйцзиулу. Император Вэнь-ди вынужден был отправить Ифу приказ о самоубийстве, но и Юйцзюулу прожила недолго и умерла при родах.
В 548, Юйвэнь и Юань Цинь объезжали провинции, когда Вэнь-ди заболел, Юйвэнь быстро вернулся в столицу, но Вэнь-ди уже выздоровел.
В 549, Вэнь-ди издал указ — вероятно по предложению Юйвэня — определяющий, что имена сяньбийцев, которые были сменены на китайские при Сянь Вэнь-ди, можно вернуть обратно к сяньбийскому варианту.
В 550, сын Гао Хуаня Гао Ян сместил императора Сяо Цзин-ди (Восточная Вэй) и основал Северную Ци (как Вэнь Сюань-ди). Юйвэнь объявил, что Вэнь-ди — единственный вэйский император, а Ци — мятежники и отправился с армией на завоевание, но потерпел поражение
В 551, Вэнь-ди умер и похоронен с почестями, позже вместе с ним захоронили и прах Ифу. Юань Цинь наследовал трон как император Фэй.

## Эры Правления
- Датун (大統 dà tǒng (примерно: Великий контроль)) 535—551

## Личная Информация
- Отец
  - Юань Юй(元愉) (488—508), ван Цзинчжао, сын Сяо Вэнь-ди, посмертно провозглашён императором Вэньцзином
- Мать
  - Госпожа Ян, вероятно наложница Юань Юя посмертно провозглашена императрицей Вэньцзин
- Жёны
  - Императрица Ифу (с 535, развод 538, получила приказ о самоубийстве 540), мать наследного принца Циня и принца у
  - Императрица Юйцзюлюй (с 538, скончалась 540), дочь жужаньского Чиляньтоубиндоуфа[неизвестный термин] хана Анагуя
- Дети
  - Юань Цинь (元欽), Коронный Принц (535), потом Фэй-ди
  - Юань Цзянь (元儉), Ван (полный титул неизвестен) (545)
  - Юань Нин (元寧), Ван Чжао (547)
  - Юань Ко (元廓), Ван Ци (548), потом Гун-ди
  - Юань Жу (元儒), Ван Яня (550)
  - Юань Гун (元公), Ван У(550)
  - Юань У (元戊), Ван Уду
  - Принцесса Аньлэ
  - Принцесса Иян
  - Юань Хумо (元胡摩), принцесса Цзиньаня, потом супруга Юйвэнь Цзюэ
  - Принцесса Цзинмин